# FC Háje Jižní Město
FC Háje Jižní Město je český fotbalový klub z Prahy. Klub byl založen roku 1930.

## Historické názvy
- 1930 – SK Háje
- 1950 – TJ Sokol Háje
- 1985 – TJ Háje Jižní Město (sloučení s TJ Jižní Město)
- 90. léta – FC Háje Jižní Město

## Umístění a počet bodů v jednotlivých sezonách
| Sezóna                      | Pořadí | Bodů           |
| 2004 / 05 – 1.A třída sk. A | 12.    | 29             |
| 2005 / 06 – 1.A třída sk. A | 2.     | 53             |
| 2006 / 07 – Pražský přebor  | 9.     | 37             |
| 2007 / 08 – Pražský přebor  | 15.    | 29             |
| 2008 / 09 – Pražský přebor  | 14.    | 28             |
| 2009 / 10 – Pražský přebor  | 9.     | 41             |
| 2010 / 11 – Pražský přebor  | 9.     | 41             |
| 2011 / 12 – Pražský přebor  | 7.     | 41             |
| 2012 / 13 – Pražský přebor  | 9.     | 40             |
| 2013 / 14 – Pražský přebor  | 13.    | 40             |
| 2014 / 15 – Pražský přebor  | 7.     | 44             |
| 2015 / 16 – Pražský přebor  | 14.    | 27             |
| 2016 / 17 – Pražský přebor  | 15.    | 16             |
| 2017 / 18 – 1.A třída sk. A | 8.     | 35             |
| 2018 / 19 – 1.A třída sk. A | 11.    | 33             |
| 2019 / 20 – 1.A třída sk. A | 11.    | 17             |
| 2020 / 21 – 1.A třída sk. A | 11.    | 11 (nedohráno) |
| 2021 / 22 – 1.A třída sk. A | 6.     | 53             |
| Průměr                      | 10,3   | 35,6           |

## Soupiska
| #  | Pozice | Hráč           |
| -- | ------ | -------------- |
| 12 | B      | Jan Matějovský |
| 21 | B      | Martin Tlustý  |
| 6  | O      | Tomáš Dub      |
| 17 | O      | Karel Hrůza    |
| 22 | O      | Vojtěch Krejčí |
| 29 | O      | Tomáš Pravenec |
| 20 | O      | Jan Slabý      |
| 34 | O      | Radek Štípek   |
| 15 | O      | Vojtěch Vlasák |
| 16 | Z      | Martin Bednář  |

| #  | Pozice | Hráč          |
| -- | ------ | ------------- |
| 19 | Z      | Martin Brož   |
| 13 | Z      | Jakub Hruška  |
| 18 | Z      | Václav Hruška |
| 26 | Z      | Tomáš Janeček |
| 10 | Z      | Jiří Janoušek |
| 32 | Z      | Michal Musil  |
| 27 | Ú      | Jan Boháč     |
| 38 | Ú      | Patrik David  |
| 23 | Ú      | Matěj Soucha  |
| 36 | Ú      | Jakub Šůs     |